# Giorgian De Arrascaeta
Artikeln följer den spanska namnseden; faderns efternamn är De Arrascaeta och moderns efternamn Benedetti.
Giorgian Daniel De Arrascaeta Benedetti (spanskt uttal: [ˈxjoɾxjan de araskaˈeta]), född den 1 juni 1994 i Nuevo Berlín, är en uruguayansk professionell fotbollsspelare som spelar för Flamengo. Hans spelarposition är offensiv mittfältare.